# Walter Gordon
Pour les articles homonymes, voir Walter Gordon (homonymie).
Walter Gordon (13 août 1893 – 24 décembre 1939) est un physicien théoricien allemand, auteur avec Oskar Klein de l'équation de Klein-Gordon (1926), décrivant les particules quantiques dans un cadre relativiste (relativité restreinte).